# Sega Smash Pack
Sega Smash Pack, in Japan als Sega Archives from USA (japanisch セガアーカイブス フロム ＵＳＡ) bekannt, ist eine Reihe von Videospielsammlungen, zumeist von Spielen des Sega Mega Drive, die von 1999 bis 2000 in drei Volumes für den PC und in eigenen Versionen für Sega Dreamcast im Jahre 2001 und für den Game Boy Advance im Jahre 2002 in Nordamerika sowie 2003 in Europa veröffentlicht wurde.

## Versionen
Es gibt insgesamt fünf verschiedene Spiele der Sega Smash Pack-Serie, von denen jedes über andere Spiele verfügt. Die ersten drei Spiele erschienen für den PC und sind in der japanischen Veröffentlichung als Sega Archives from USA Vol. 1-3 korrekt durchnummeriert. In Nordamerika wird das zweite Volume als Sega Puzzle Pack und das dritte Volume als Sega Smash Pack 2 bezeichnet.
Die Version für das Sega Dreamcast erschien ausschließlich in Nordamerika und trägt den Titel Sega Smash Pack Volume 1, auch wenn für dieses System keine weitere Volume entwickelt wurde. Auf dem Game Boy Advance trägt die Veröffentlichung wieder den simpleren Namen Sega Smash Pack und war auch die einzige Version, die in Europa erschien.
| Übersicht der Sega Smash Pack-Spiele | Übersicht der Sega Smash Pack-Spiele | Übersicht der Sega Smash Pack-Spiele | Übersicht der Sega Smash Pack-Spiele |
| Internationaler Name                 | Name in Japan                        | System                               | Jahr                                 |
| ------------------------------------ | ------------------------------------ | ------------------------------------ | ------------------------------------ |
| Sega Smash Pack                      | Sega Archives from USA Vol. 1        | PC                                   | 1999 / 2000                          |
| Sega Puzzle Pack                     | Sega Archives from USA Vol. 2        | PC                                   | 1999 / 2000                          |
| Sega Smash Pack 2                    | Sega Archives from USA Vol. 3        | PC                                   | 2000                                 |
| Sega Smash Pack Volume 1             | —                                    | Sega Dreamcast                       | 2001                                 |
| Sega Smash Pack                      | —                                    | Game Boy Advance                     | 2002 / 2003                          |

### Sega Smash Pack (PC)
Die Videospielsammlung Sega Smash Pack für den PC, die im Februar 1999 in Nordamerika und am 23. Juni 2000 in Japan unter dem Namen Sega Archives from USA Vol. 1 veröffentlicht wurde, beinhaltet acht Spiele, die von 1988 bis 1995 für das Sega Mega Drive erschienen sind.
| Auf Sega Smash Pack / Sega Archives from USA Vol. 1 enthaltene Spiele | Auf Sega Smash Pack / Sega Archives from USA Vol. 1 enthaltene Spiele | Auf Sega Smash Pack / Sega Archives from USA Vol. 1 enthaltene Spiele | Auf Sega Smash Pack / Sega Archives from USA Vol. 1 enthaltene Spiele | Auf Sega Smash Pack / Sega Archives from USA Vol. 1 enthaltene Spiele |
| Name des Spiels                                                       | Release                                                               | Genre                                                                 | Entwickler                                                            | Originales System                                                     |
| --------------------------------------------------------------------- | --------------------------------------------------------------------- | --------------------------------------------------------------------- | --------------------------------------------------------------------- | --------------------------------------------------------------------- |
| Altered Beast                                                         | 1988                                                                  | Beat ’em up                                                           | Sega                                                                  | Sega Mega Drive                                                       |
| Columns                                                               | 1990                                                                  | Puzzle                                                                | Sega                                                                  | Sega Mega Drive                                                       |
| Golden Axe                                                            | 1989                                                                  | Beat ’em up                                                           | Sega                                                                  | Sega Mega Drive                                                       |
| Out Run                                                               | 1991                                                                  | Rennspiel                                                             | Sega                                                                  | Sega Mega Drive                                                       |
| Phantasy Star II                                                      | 1989                                                                  | RPG                                                                   | Sega                                                                  | Sega Mega Drive                                                       |
| Sonic the Hedgehog Spinball                                           | 1993                                                                  | Action                                                                | Sega Technical Institute, Polygames                                   | Sega Mega Drive                                                       |
| The Revenge of Shinobi                                                | 1989                                                                  | Hack and Slay                                                         | Sega                                                                  | Sega Mega Drive                                                       |
| Vectorman                                                             | 1995                                                                  | Jump ’n’ Run                                                          | BlueSky Software                                                      | Sega Mega Drive                                                       |

### Sega Puzzle Pack
Die Videospielsammlung Sega Puzzle Pack für den PC, die 1999 in Nordamerika und am 14. Juli 2000 in Japan unter dem Namen Sega Archives from USA Vol. 2 veröffentlicht wurde, beinhaltet drei Spiele, von denen zwei im Jahre 1993 für das Sega Mega Drive erschienen sind und eines, welches 1997 für den PC veröffentlicht wurde.
| Auf Sega Puzzle Pack / Sega Archives from USA Vol. 2 enthaltene Spiele | Auf Sega Puzzle Pack / Sega Archives from USA Vol. 2 enthaltene Spiele | Auf Sega Puzzle Pack / Sega Archives from USA Vol. 2 enthaltene Spiele | Auf Sega Puzzle Pack / Sega Archives from USA Vol. 2 enthaltene Spiele | Auf Sega Puzzle Pack / Sega Archives from USA Vol. 2 enthaltene Spiele |
| Name des Spiels                                                        | Release                                                                | Genre                                                                  | Entwickler                                                             | Originales System                                                      |
| ---------------------------------------------------------------------- | ---------------------------------------------------------------------- | ---------------------------------------------------------------------- | ---------------------------------------------------------------------- | ---------------------------------------------------------------------- |
| Columns III                                                            | 1993                                                                   | Puzzle                                                                 | Sega                                                                   | Sega Mega Drive                                                        |
| Dr. Robotnik’s Mean Bean Machine                                       | 1993                                                                   | Puzzle                                                                 | Sega, Compile                                                          | Sega Mega Drive                                                        |
| Lose Your Marbles                                                      | 1997                                                                   | Puzzle                                                                 | SegaSoft                                                               | Microsoft Windows                                                      |

### Sega Smash Pack 2
Die Videospielsammlung Sega Smash Pack 2 für den PC, die im Jahre 2000 in Nordamerika veröffentlicht wurde, beinhaltet acht Spiele, die von 1988 bis 1995 für das Sega Mega Drive erschienen sind. In der japanischen Veröffentlichung namens Sega Archives from USA Vol. 3 wurde das Spiel Sega Swirl entfernt.
| Auf Sega Smash Pack 2 / Sega Archives from USA Vol. 3 enthaltene Spiele | Auf Sega Smash Pack 2 / Sega Archives from USA Vol. 3 enthaltene Spiele | Auf Sega Smash Pack 2 / Sega Archives from USA Vol. 3 enthaltene Spiele | Auf Sega Smash Pack 2 / Sega Archives from USA Vol. 3 enthaltene Spiele | Auf Sega Smash Pack 2 / Sega Archives from USA Vol. 3 enthaltene Spiele |
| Name des Spiels                                                         | Release                                                                 | Genre                                                                   | Entwickler                                                              | Originales System                                                       |
| ----------------------------------------------------------------------- | ----------------------------------------------------------------------- | ----------------------------------------------------------------------- | ----------------------------------------------------------------------- | ----------------------------------------------------------------------- |
| Comix Zone                                                              | 1995                                                                    | Beat ’em up                                                             | Sega                                                                    | Microsoft Windows                                                       |
| Flicky                                                                  | 1991                                                                    | Jump ’n’ Run                                                            | Sega                                                                    | Sega Mega Drive                                                         |
| Kid Chameleon                                                           | 1992                                                                    | Jump ’n’ Run                                                            | Sega                                                                    | Sega Mega Drive                                                         |
| Sega Swirl 1                                                            | 1999                                                                    | Puzzle                                                                  | Sega                                                                    | Microsoft Windows                                                       |
| Shining Force                                                           | 1992                                                                    | RPG                                                                     | Climax, Software Planning                                               | Sega Mega Drive                                                         |
| Sonic the Hedgehog 2                                                    | 1992                                                                    | Jump ’n’ Run                                                            | Sonic Team, Sega                                                        | Sega Mega Drive                                                         |
| Super Hang-On                                                           | 1989                                                                    | Rennspiel                                                               | Sega AM2                                                                | Sega Mega Drive                                                         |
| Vectorman 2                                                             | 1996                                                                    | Jump ’n’ Run                                                            | BlueSky Software, Dogs Studio                                           | Sega Mega Drive                                                         |
| Anmerkungen: 1 Nicht enthalten in der japanischen Version des Spiels    |                                                                         |                                                                         |                                                                         |                                                                         |

### Sega Smash Pack Volume 1 (Sega Dreamcast)
Die Videospielsammlung Sega Smash Pack Volume 1 für das Sega Dreamcast, die am 30. Januar 2001 exklusiv in Nordamerika veröffentlicht wurde, beinhaltet zwölf Spiele, darunter zehn vom Sega Mega Drive und die Sega-Dreamcast-Versionen von Sega Swirl und Virtua Cop 2.
| Auf Sega Smash Pack Volume 1 enthaltene Spiele | Auf Sega Smash Pack Volume 1 enthaltene Spiele | Auf Sega Smash Pack Volume 1 enthaltene Spiele | Auf Sega Smash Pack Volume 1 enthaltene Spiele | Auf Sega Smash Pack Volume 1 enthaltene Spiele |
| Name des Spiels                                | Release                                        | Genre                                          | Entwickler                                     | Originales System                              |
| ---------------------------------------------- | ---------------------------------------------- | ---------------------------------------------- | ---------------------------------------------- | ---------------------------------------------- |
| Altered Beast                                  | 1988                                           | Beat ’em up                                    | Sega                                           | Sega Mega Drive                                |
| Columns                                        | 1990                                           | Puzzle                                         | Sega                                           | Sega Mega Drive                                |
| Golden Axe                                     | 1989                                           | Beat ’em up                                    | Sega                                           | Sega Mega Drive                                |
| Phantasy Star II                               | 1989                                           | RPG                                            | Sega                                           | Sega Mega Drive                                |
| The Revenge of Shinobi                         | 1989                                           | Hack and Slay                                  | Sega                                           | Sega Mega Drive                                |
| Sega Swirl                                     | 1999                                           | Puzzle                                         | Sega                                           | Sega Dreamcast                                 |
| Shining Force                                  | 1992                                           | RPG                                            | Climax, Software Planning                      | Sega Mega Drive                                |
| Sonic the Hedgehog                             | 1991                                           | Jump ’n’ Run                                   | Sonic Team                                     | Sega Mega Drive                                |
| Streets of Rage 2                              | 1992                                           | Beat ’em up                                    | Sega, Ancient, MNM, Shout!, H.I.C.             | Sega Mega Drive                                |
| Vectorman                                      | 1995                                           | Jump ’n’ Run                                   | BlueSky Software                               | Sega Mega Drive                                |
| Virtua Cop 2                                   | 2000                                           | Shoot ’em up                                   | Sega AM2                                       | Sega Dreamcast                                 |
| Wrestle War                                    | 1991                                           | Sportsimulation                                | Sega                                           | Sega Mega Drive                                |

### Sega Smash Pack (Game Boy Advance)
Die Videospielsammlung Sega Smash Pack für den Game Boy Advance, die am 23. September 2002 in Nordamerika und am 1. August 2003 in Europa veröffentlicht wurde, beinhaltet drei Spiele, die ursprünglich zwischen 1989 und 1993 für das Sega Mega Drive veröffentlicht wurden. Dabei wurde Golden Axe von Grund auf neu programmiert, während bei den beiden anderen Spielen der originale Quelltext der früheren Entwicklung genutzt wurde, um die Spiele auf den Game Boy Advance anzupassen.
| Auf Sega Smash Pack für Game Boy Advance enthaltene Spiele | Auf Sega Smash Pack für Game Boy Advance enthaltene Spiele | Auf Sega Smash Pack für Game Boy Advance enthaltene Spiele | Auf Sega Smash Pack für Game Boy Advance enthaltene Spiele | Auf Sega Smash Pack für Game Boy Advance enthaltene Spiele |
| Name des Spiels                                            | Release                                                    | Genre                                                      | Entwickler                                                 | Originales System                                          |
| ---------------------------------------------------------- | ---------------------------------------------------------- | ---------------------------------------------------------- | ---------------------------------------------------------- | ---------------------------------------------------------- |
| Ecco the Dolphin                                           | 1992                                                       | Adventure                                                  | Appaloosa Interactive, Novotrade                           | Sega Mega Drive                                            |
| Golden Axe                                                 | 1989                                                       | Beat ’em up                                                | Sega                                                       | Sega Mega Drive                                            |
| Sonic the Hedgehog Spinball                                | 1993                                                       | Action                                                     | Sega Technical Institute, Polygames                        | Sega Mega Drive                                            |

## Neuveröffentlichungen
Neben den fünf verschiedenen Veröffentlichungen ist im Jahre 2001 in Nordamerika für den PC das Sonic Action 4 Pack erschienen, in dem das Sega Smash Pack 2 als eines von vier Spielen neben Sonic & Knuckles Collection, Sonic the Hedgehog CD und Sonic R enthalten ist. 
Ebenfalls exklusiv in Nordamerika wurde 2002 für den PC das Twin Pack: Sega Smash Pack & Sega Smash Pack 2 veröffentlicht, welches das Sega Smash Pack und das Sega Smash Pack 2, also die erste und dritte Volume der PC-Versionen, beinhaltet und so über insgesamt 16 Spiele verfügt.